# Amouroux (Toulouse)
Pour les articles homonymes, voir Amouroux.
Amouroux est un quartier de Toulouse, situé dans la nord-est de la ville.

## Géographie

### Voies de communication et transports
Le quartier est desservi par les lignes 19 (Borderouge - Place de l'Indépendance) et 39 (Jeanne-d'Arc - Amouroux) du réseau Tisséo, permettant d'accéder au réseau de métro.

## Toponymie
Le quartier tient son nom de l'usine des frères Amouroux (anciennes usines fabricant du matériel agricole).

## Histoire
En février 2016, 7 caméras de surveillance ont été installées à Amouroux[pertinence contestée].